# Balázs Sándor (filozófus)
Balázs Sándor (Kolozsvár, 1928. április 4. – Kolozsvár, 2022. február 26.) romániai magyar filozófus, egyetemi tanár, politikus.

## Életútja
Tanulmányait a Bolyai Tudományegyetem filozófiai karán végezte 1952-ben. Ez évben tanársegédként, 1954-től egyetemi adjunktusként (akkor lektornak nevezték), 1977-től docensként (előadótanárként) működött a kolozsvári egyetem filozófiai-szociológiai tanszékén. Társszerzője volt (Spielmann Józseffel) a Lechner Károly életművét bemutató kötetnek (1956). Humor és filozófia (1969), Az optimizmus védelmében (Kolozsvár, 1971) és Itáliai úti filozófia (Kolozsvár, 1979) című köteteinek tárgya kívül esik két állandóvá váló nagy témakörén.
Ezek közül a korábbi a tágabb értelemben vett determinizmus kérdésköre. A társadalmi determinizmus és a szubjektív tényezők című doktori disszertációját (1970, gépirat, román nyelven) megelőzően több, a témába vágó szaktanulmányt publikált a Korunk és a Studia Universitatis Babeș-Bolyai számaiban, valamint a Filozófiai tanulmányok (1957) című gyűjteményes kötetben, majd a Látóhatár (Kolozsvár, 1973) című antológiában. E témakörbe vágó önálló kötetei: Elmélkedés a célszerűségről (1972); A véletlen (1974); Fatális lét? (1978); A predesztináció (1978).

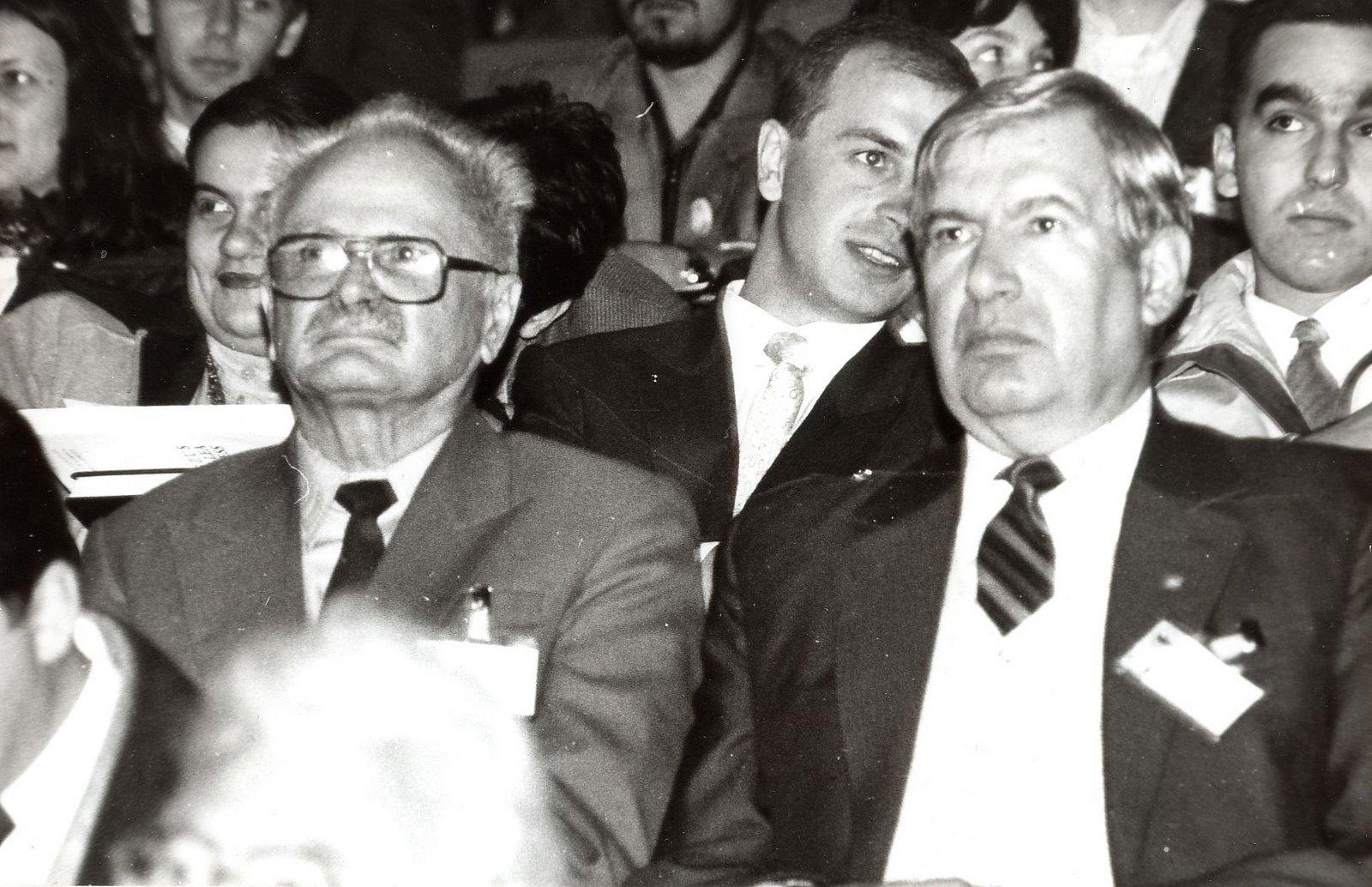
Balogh Ferenccel (jobb oldalt)
Csomafáy Ferenc felvétele

Az 1970-es évek kezdetétől a múltbeli, főként a két világháború közötti filozófiai-szociológiai-elméleti irodalmunk foglalkoztatta. E sokáig elhanyagolt területen végzett anyagfeltáró, értéktudatosító kutatómunkájával az úttörők között van. Első idevágó tanulmánya, a Sors és magatartás (Korunk, 1972/2) Tavaszy Sándor emlékét ébresztette. Az ő gondozásában és bevezető tanulmányaival jelentek meg Dimitrie Gusti A szociológiai monográfia (Téka, 1976) és Varga Béla Bölcseleti írások (Téka 1979) című kötetei. Szociológia és nemzetiségi önismeret (1979) c. munkája a Gusti-féle iskola hatását kutatva a két világháború közötti romániai magyar szociográfia legkülönbözőbb műhelyeit (Erdélyi Múzeum, Korunk, Erdélyi Helikon, Erdélyi Fiatalok, Hitel) vette számba és mutatta be. Az Erdélyi Múzeum-Egyesület megalakulásának százhuszadik évfordulója alkalmából az indulás körülményeit tárta fel (Korunk 1979/12, Utunk 1979/45).
Az 1990-es években az RMDSZ egyik politikusa volt. 1990. február 24–25-én ülésezett az RMDSZ országos küldöttgyűlése Sepsiszentgyörgyön. Megválasztották az RMDSZ Országos Ideiglenes Bizottságát. Az elnökség 11 tagú, elnök Domokos Géza, tiszteletbeli elnök Tőkés László. A 11 tagú elnökségbe az egyik alelnöki funkcióba beválasztották Balázs Sándort is. Az elnökség korabeli alelnökei lettek még Verestóy Attila, Folticska Ferenc, Formanek Ferenc, Borbély Zsolt Attila, tagjai Antal István, Béres András, Nagy Béla, Sylvester Lajos, Zólya László. Az  1990 és 1992 közötti ciklusban  egy rövid ideig a román képviselőház tagja volt (Eckstein-Kovács Pétert helyettesítette, aki közben Kolozsváron helyi tanácsos lett).
Nyolcvanadik születésnapjára, 2008-ban egy 16 tanulmányt tartalmazó emlékkönyvet jelentettek meg Kisebbségben, közösségben címmel Bodó Barna szerkesztésében.

## Főbb művei
- Humor és filozófia; Irodalmi, Bukarest, 1969
- Az optimizmus védelmében. Esszé; Dacia, Kolozsvár, 1971
- Elmélkedés a célszerűségről, Kriterion, Bukarest, 1972
- A véletlen; Tudományos, Bukarest, 1974
- Fatális lét? Kritikai tanulmány, Politikai Kiadó, Bukarest, 1978
- A predesztináció; Kriterion, Bukarest, 1978
- Itáliai úti filozófia; Dacia, Kolozsvár-Napoca, 1979
- Szociológia és nemzetiségi önismeret. A Gusti-iskola és a romániai magyar szociográfia. Kritikai tanulmány; Politikai, Bukarest, 1979
- Tavaszy Sándor filozófiája; Kriterion, Bukarest, 1982 (Századunk)
- Identitástudatunk zavarai; Kriterion, Bukarest, 1995 (Gordiusz)
- Lugosi üzenet. A Magyar kisebbség című folyóirat monográfiája; Szatmárnémeti Kölcsey Kör, Szatmárnémeti, 1995
- Balázs Sándor–Schwartz Róbert: Funar-korszak Kolozsváron. A helyi sajtó tükrében, 1992–1996; Erdélyi Híradó Lap- és Könyvkiadó Vállalat, Cluj-Napoca, 1997
- Filozofikák és töprengések; Komp-Press–Korunk Baráti Társaság, Kolozsvár, 1999 (Ariadné könyvek)
- Meddő próbálkozások; Kriterion, Kolozsvár, 2002 (Gordiusz)
- Mikó Imre. Élet- és pályakép. Kéziratok, dokumentumok, 1933–1968; Polis, Kolozsvár, 2003
- A politika peremén. Tizenkét beszélgetés kolozsvári magyar értelmiségiekkel; Komp-Press–Korunk Baráti Társaság, Kolozsvár, 2004
- Kiáltó szó. Volt egyszer egy szamizdat; Kriterion, Kolozsvár, 2005
- Onisifor Ghibu – álarc nélkül; Komp-Press–Korunk Baráti Társaság, Kolozsvár, 2005
- Bölcselet az Erdélyi Múzeum Egyesületben; Kriterion–Erdélyi Múzeum Egyesület, Kolozsvár, 2007
- Magyar képviselet a királyi Románia parlamentjében; Kriterion, Kolozsvár, 2008
- Fehér könyv az erdélyi magyar felsőoktatás kálváriájáról; Balázs Sándor et al.; Bolyai Egyetem Barátainak Egyesülete, Kolozsvár, 2009
- Román képviselet a dualista Magyarország parlamentjében 1-3.; Kriterion, Kolozsvár, 2010
- Az én bölcselete(m); Kriterion, Kolozsvár, 2011
- Dugó a vízen; Kriterion, Kolozsvár, 2012 (Opus könyvek)
- Jakabffy Elemér és a Magyar Kisebbség; Kriterion, Kolozsvár, 2012 (Kriterion közelképek)
- Hungaropesszimizmus. Esszébe hajlóan tudományos értekezésnek tűnő, forrásokra építkező társadalomfilozófiai spekuláció, szubjektív vélemény egy társadalom-lélektani jelenségről; Kriterion, Kolozsvár, 2013
- Emlékeim személyekről, újraközlésekkel; szerzői, Kolozsvár, 2018
- Önnekrológ; Kriterion, Kolozsvár, 2019

## Társasági tagság
- Bolyai Társaság (elnök, 1990-1995)[4][5]

## Díjai
- Kós Károly-díj, EMNT, Kolozsvár, 2018[6]